# Anna Elisabeth van Anhalt-Dessau
Anna Elisabeth van Anhalt-Dessau (Dessau, 5 april 1598 - Tecklenburg, 20 april 1660) was een prinses van Anhalt-Dessau en door haar huwelijk met Willem Heinrich van Bentheim-Steinfurt gravin van Bentheim-Steinfurt.

## Leven
Anna was de oudste dochter van Johan George I van Anhalt-Dessau en Dorothea van Palts-Lautern, dochter van paltsgraaf Johan Casimir van Palts-Lautern. Ze werd door haar tante Anna Sophia van Anhalt gevraagd voor het Deugdelijke Gezelschap. Haar naam binnen het gezelschap was De onveranderlijke. Anna trouwde op 2 januari 1617 met graaf Willem Heinrich van Bentheim-Sterfurt. Het huwelijk bleef kinderloos en na de dood van haar echtgenoot schonk ze haar inkomen en bezettingen, die gedeeltelijk in het graafschap Steinfurt lagen, aan haar ongehuwde zuster Johanna Dorothea. Dit leed tot zorgwekkende verwikkelingen toen Johanna het jaar daarop trouwde met Moritz van Bentheim-Tecklenburg. Door bemiddeling van Frederik van Anhalt-Bernburg-Harzgerode kwam het tot een schikking.